# Bob Asklöf
Bo Holger "Bob" Asklöf, född 16 februari 1942 i Motala, död 21 april 2011 i Bromma, var en svensk skådespelare och sångare.
Asklöf bodde i Jugansbo i Sala kommun under delar av ungdomsåren och tog realexamen på läroverket i Sala på 1950-talet.
Upptäckt av Juliette Gréco bosatte sig Asklöf i Paris i december 1962. Som vinnare av en tävling som anordnades av Pathé-Marconi,  fick han spela in sex musiksinglar och två album mellan 1963 och 1965. Han deltog i Guldrosfestivalen i Antibes och turnerade i Frankrike, Belgien och Schweiz. Han sjöng också på engelska, tyska och svenska. 1963 tolkade han titelmelodin till den franska versionen av Bond-filmen Agent 007 ser rött. Hans utseende öppnade dörrarna till den franska filmen. Asklöf medverkade i bland annat Comptes à rebours, Le mataf och Smuggelvägen, samt under regi av Anna Karina i Vivre ensemble, men fick sällan större roller i annat än erotiska filmer, som till exempel Farväl Emmanuelle med Sylvia Kristel. Han medverkade också i den populära franska tv-serien om Kommissarie Maigret. Han återvände till Sverige 1977 och gjorde en sista film och medverkade i några teaterpjäser. På 1980-talet lämnade han skådespelaryrket för att ägna sig åt måleri och skrivande. Under 2000-talet läste han in ett par ljudböcker.

## Filmografi
- 1965 – Ett sommaräventyr
- 1968 – La bande à Bonnot
- 1969 – Tout peut arriver
- 1969 – The Sergent
- 1970 – Compte à rebours
- 1971 – Smuggelvägen[6]
- 1972 – Les tentations de Marianne
- 1973 – Vivre ensemble
- 1973 – Le Mataf
- 1975 – C'est pas parce qu'on a rien à dire qu'il faut fermer sa gueule
- 1975 – Heta tungor – våta läppar [7]
- 1976 – Dernier train pour Hitler
- 1976 – Vi som tar bakvägen [7]
- 1977 – Farväl Emmanuelle
- 1980 – Flygnivå 450

### TV-filmer
- 1971 – Romulus le grand
- 1973 – La mer est grande
- 1974 – Un curé de choc
- 1974 – Dans l'intérêt des familles
- 1976 – Les hommes de Rose
- 1976 – Maigret Lognon et les gangsters
- 1977 – Dossiers danger immédiat

## Diskografi
Inspelad vid EMI i Paris
- Pat 1003 – Vous souvenez-vous/Je ne pense qu'a l'amour
- ESRF 1389 – Il faut choisir/Vous souvenez-vous/Toute ma vie/Quelques fleurs
- ESRF 1411 – T'embrasser, t'embrasser/La nuit ne veut pas finir/Je m'ennuie/Riche de tout
- ESRF 1464 – Bons baisers de Russie/Mon coeur est brisé/Night and day/Maintenant
- ESRF 1512 – Dis-moi pourqoui/Un sourire/C'est si vrai/Obsession
- ESRF 1576 – Tu t'amuses/Quand je te vois/J'ai compris combien je t'aime/I who have nothing
- ESRF 1621 – Quel supplice/Mon coeur est seul/Le plus fort gagne/Pour toi mon amour
- CO 6215465 – Album 30 cm